# Freedom on Sale
Freedom on Sale je desáté studiové album české skupiny Monkey Business. Vydáno bylo 6. listopadu roku 2020 a jeho producentem byl vůdce skupiny Roman Holý. Kromě členů kapely se na desce podíleli například skotský zpěvák Dan McCafferty, varhaník Ondřej Pivec a Ashley Slater. Poslední dva s kapelou spolupracovali již na předchozím albu Bad Time for Gentlemen (2018). Název alba Freedom on Sale vymyslel Roman Holý. Hudbu k písním složil Roman Holý a většinu textů napsal baskytarista Pavel Mrázek. K písni „Do It! (If You Don’t Have Any Children)“ byl natočen videoklip s Jiřím Langmajerem v hlavní roli.

## Seznam skladeb
| Pořadí | Název                                   | Hudba                           | Text                                         | Délka |
| ------ | --------------------------------------- | ------------------------------- | -------------------------------------------- | ----- |
| 1.     | Chaos Is the Key                        | Roman Holý                      | Pavel Mrázek, Tereza Černochová              | 5:11  |
| 2.     | Freedom on Sale                         | Holý                            | Mrázek                                       | 4:45  |
| 3.     | One Boy One Girl                        | Holý                            | Mrázek                                       | 3:37  |
| 4.     | Talking Animals                         | Holý, Tereza Černochová         | Mrázek                                       | 3:57  |
| 5.     | Fly High                                | Holý                            | Mrázek, Matěj Ruppert, Sia Sai               | 3:49  |
| 6.     | Eleven Retards                          | Holý                            | Mrázek                                       | 4:02  |
| 7.     | God Save the Band                       | Holý, Matěj Ruppert, Černochová | Mrázek                                       | 4:10  |
| 8.     | Do It! (If You Don't Have Any Children) | Holý, Ruppert                   | Mrázek, Holý                                 | 4:03  |
| 9.     | Fuck Neutrality                         | Holý, Ruppert                   | Mrázek                                       | 3:51  |
| 10.    | Stars Delight                           | Holý, Ruppert, Ondřej Pivec     | Ondřej Pivec, Vratislav Šlapák, Holý, Mrázek | 5:00  |
| 11.    | Compass Point                           | Holý, Černochová, Ashley Slater | Mrázek, Ashley Slater                        | 6:33  |
| 12.    | Fathers Fail (Interstellar)             | Holý                            | Mrázek                                       | 5:04  |
| 13.    | Love Is Hell                            | Holý                            | Holý, Mrázek                                 | 4:39  |

## Obsazení

### Monkey Business
- Roman Holý – syntezátory, kytara, baskytara, zpěv, programování bicích, perkuse, varhany, clavinet, elektrické piano, talk box, vokodér
- Matěj Ruppert – zpěv
- Tereza Černochová – zpěv
- Ondřej Brousek – elektrické piano, syntezátor, aranžmá
- Oldřich Krejčoves – kytara
- Pavel Mrázek – baskytara
- Martin Houdek – bicí

### Hosté
- Dan McCafferty – zpěv
- Ashley Slater – zpěv, pozoun
- Ondřej Pivec – varhany, melodika, syntezátor
- Sia Sai – zpěv
- Petr Harmáček – trubka
- Miroslav Chyška – kytara
- Adam Koller – bicí
- Martin Šírek – zpěv
- Epoque Quartet – smyčce
- DJ Flux – scratch
- Albert Antonín Holý – zvuky